# Lécluse

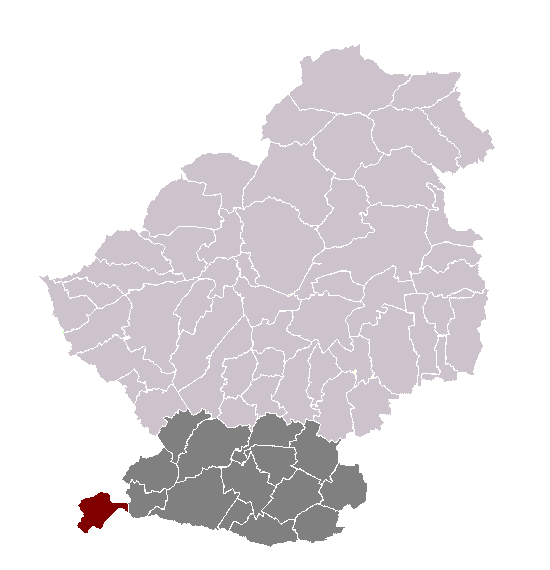
Ubicació de Lécluse dins del cantó i el districte

Lécluse és un municipi francès, situat a la regió dels Alts de França, al departament del Nord. L'any 2006 tenia 1.520 habitants. Limita al nord amb Tortequesne, a l'est amb Hamel, al sud-est amb Écourt-Saint-Quentin, al sud amb Récourt, al sud-oest amb Dury i a l'oest amb Étaing.

## Demografia
| Evolució de la població INSEE |      |      |      |      |      |      |      |      |
| 1793                          | 1800 | 1806 | 1821 | 1831 | 1836 | 1841 | 1846 | 1851 |
| 860                           | 1319 | 1412 | 1536 | 1708 | 1639 | 1691 | 1687 | 1672 |

| 1856 | 1861 | 1866 | 1872 | 1876 | 1881 | 1886 | 1891 | 1896 |
| ---- | ---- | ---- | ---- | ---- | ---- | ---- | ---- | ---- |
| 1666 | 1730 | 1718 | 1764 | 1790 | 1806 | 1629 | 1696 | 1702 |

| 1901 | 1906 | 1911 | 1921 | 1926 | 1931 | 1936 | 1946 | 1954 |
| ---- | ---- | ---- | ---- | ---- | ---- | ---- | ---- | ---- |
| 1690 | 1655 | 1659 | 1268 | 1366 | 1416 | 1388 | 1306 | 1426 |

| 1962 | 1968 | 1975 | 1982 | 1990 | 1999 | 2006 | 2011 | 2016 |
| ---- | ---- | ---- | ---- | ---- | ---- | ---- | ---- | ---- |
| 1482 | 1531 | 1522 | 1710 | 1667 | 1589 | -    | -    | -    |

| 2019 | - | - | - | - | - | - | - | - |
| ---- | - | - | - | - | - | - | - | - |
| -    | - | - | - | - | - | - | - | - |

## Administració
| Període   | Identitat         | Partit |
| --------- | ----------------- | ------ |
| 1983-2008 | Marc Cambray      |        |
| 2008-     | Isabelle Lepoivre | PCF    |